# Codex Assemanianus

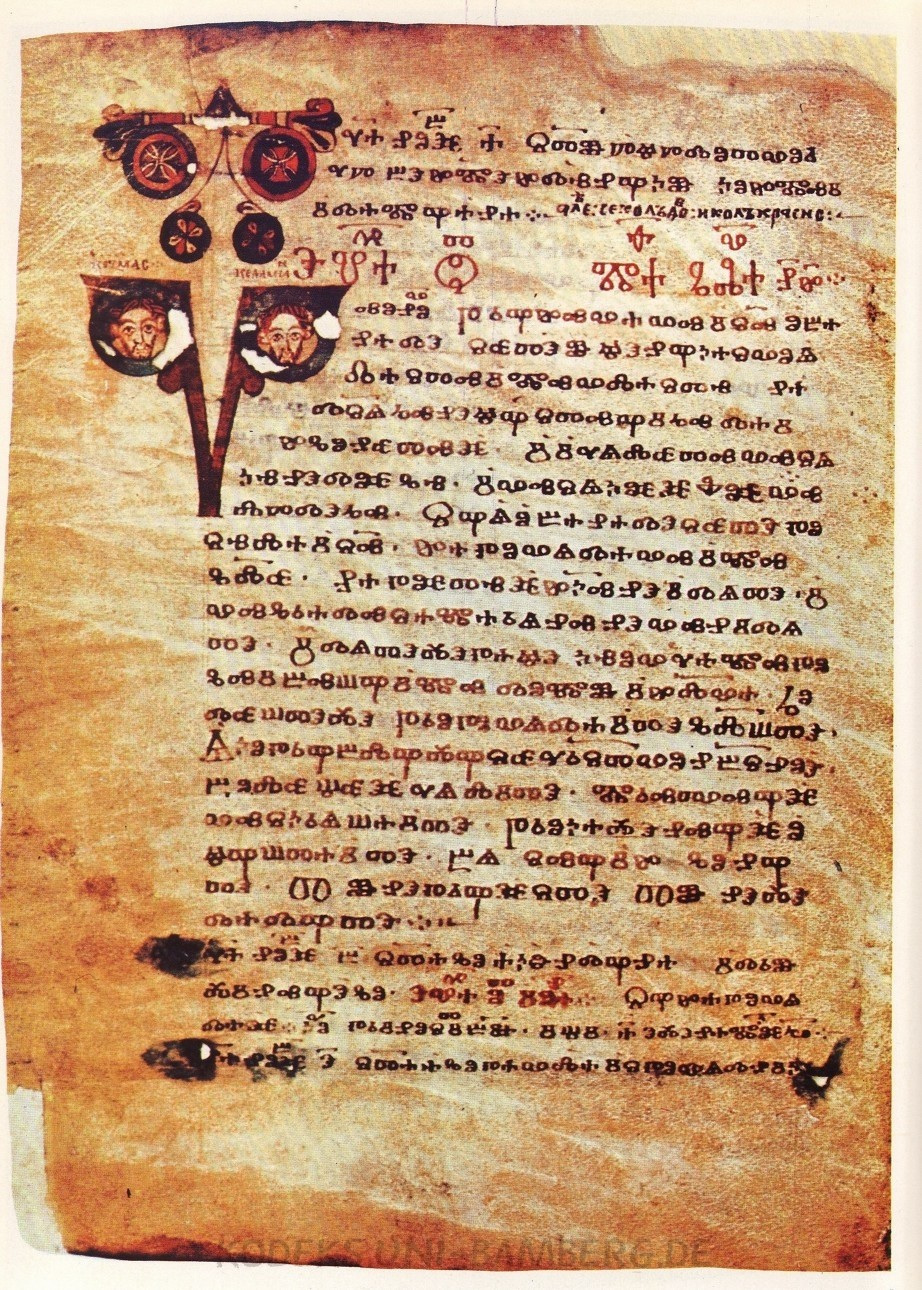
Codex Assemanius

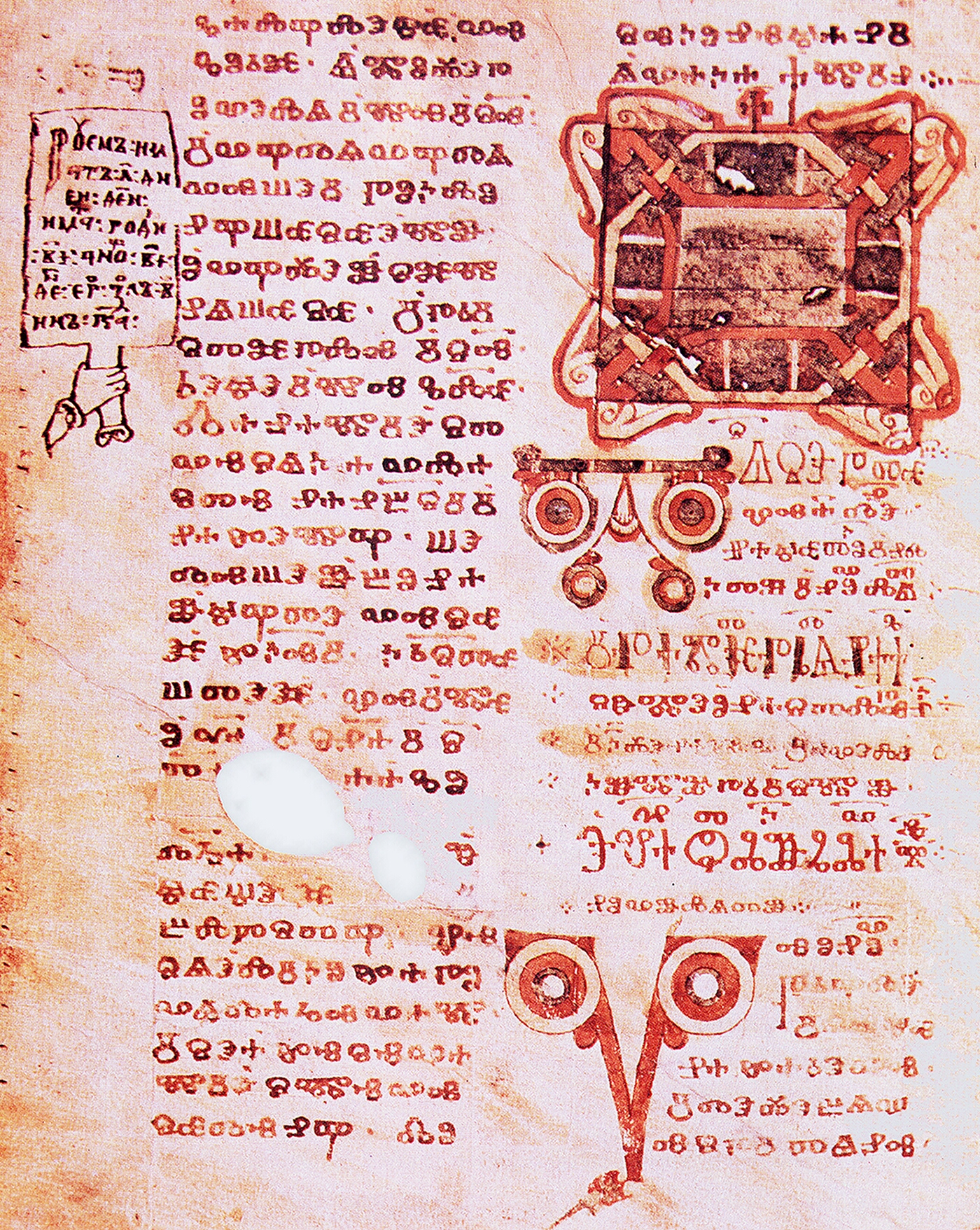
Fol. 158

Der Codex Assemanianus (oder Codex Assemanius) ist eine Handschrift aus dem 10. oder 11. Jahrhundert in glagolitischer Schrift, in altkirchenslawischer bzw. altbulgarischer Sprache. Sie besteht aus 158 Blättern und befindet sich in der Vatikanischen Bibliothek in Rom (Signatur: Codex Vaticanus Slavicus 3 Glagoliticus).
Der Codex besteht aus einem Evangelistar mit einem Menologion.
Sie zählt zu ältesten bekannten Texten in altslawischer Sprache.
Der Codex wurde 1736 von Giuseppe Simone Assemani in einem griechisch-orthodoxen Kloster in Jerusalem gefunden.